# Koninklijke Sportvereniging Waregem
Waregem foi uma equipe belga de futebol com sede em Waregem. Disputava a primeira divisão da Bélgica (Belgian Pro League), e por vezes a segunda.
Seus jogos foram mandados no Regenboogstadion, que possui capacidade para 10.200 espectadores.

## História
O Waregem foi fundado em 1925.
Em 2001 se fundiu com o Zultse VV para formar o S.V. Zulte Waragem.

## Títulos
Copa da Bélgica
- Vencedores : 1973-74

 Campeonato Belga Segunda Divisão
- Vencedores : 1965-66; 1994-95.